# Андре Симон
Андре Симон (на френски: André Simon) е бивш пилот от Формула 1. Роден на 5 януари 1920 година в Париж, Франция.

## Формула 1
Андре Симон прави своя дебют във Формула 1 в Голямата награда на Франция през 1951 година. В световния шампионат записва 12 състезания като не успява да спечели точки. Състезава се за четири различни отбора.